# Nychiodes
Nychiodes är ett släkte av fjärilar. Det ingår i familjen mätare.

## Dottertaxa tillNychiodes, i alfabetisk ordning[1]
- Nychiodes achtyca
- Nychiodes admirabila
- Nychiodes agatcha
- Nychiodes albida
- Nychiodes almensis
- Nychiodes amygdalaria
- Nychiodes anastomosaria
- Nychiodes andalusiaria
- Nychiodes andreasaria
- Nychiodes antiquaria
- Nychiodes atlanticaria
- Nychiodes bellieraria
- Nychiodes bosmina
- Nychiodes coloxaria
- Nychiodes confusa
- Nychiodes dalmatina
- Nychiodes disjuncta
- Nychiodes divergaria
- Nychiodes diversaria
- Nychiodes elburica
- Nychiodes elbursica
- Nychiodes estrellae
- Nychiodes fallax
- Nychiodes farinosa
- Nychiodes hispanica
- Nychiodes interrupta
- Nychiodes languescens
- Nychiodes leviata
- Nychiodes lividaria
- Nychiodes malatyaca
- Nychiodes mauretanica
- Nychiodes obscuraria
- Nychiodes obscurata
- Nychiodes opulenta
- Nychiodes osthelderi
- Nychiodes palaestinensis
- Nychiodes persuavis
- Nychiodes princeps
- Nychiodes quettensis
- Nychiodes ragusaria
- Nychiodes rayatica
- Nychiodes saerdabica
- Nychiodes safidaria
- Nychiodes subfusca
- Nychiodes subvirida
- Nychiodes syriaca
- Nychiodes taftana
- Nychiodes teriolensis
- Nychiodes ticina
- Nychiodes transcaspia
- Nychiodes tyttha
- Nychiodes waltheri
- Nychiodes variabila
- Nychiodes vorbrodtaria